# Joe Ciccarello
Joe Ciccarello (Calgary, 8 marzo 1972) è un allenatore di hockey su ghiaccio ed ex hockeista su ghiaccio canadese naturalizzato italiano.

## Carriera
Dopo l'esperienza in NCAA con la University of Minnesota-Duluth si trasferì in Europa, dove vestì per tre stagioni (la prima in serie A2, le successive in massima serie) la maglia dell'Asiago. In possesso del passaporto italiano, venne convocato dall'Italia per il campionato mondiale del 1999.
Fece ritorno in Nord America per una stagione, giocata in ECHL con South Carolina Stingrays e Wheeling Nailers, per poi trasferirsi in Gran Bretagna dove giocò per il resto della carriera, vestendo le maglie di Bracknell Bees (2000-2003, in Ice Hockey Superleague), Basingstoke Bison (2003-2004 in EIHL), Sheffield Steelers (prima parte della stagione 2004-2005 di EIHL), London Racers (seconda parte della stagione 2004-2005 di EIHL), Slough Jets (dal 2005 al 2009 in EPIHL, competizione vinta nel 2007-2008) e nuovamente coi Basingstoke Bison (2009-2010, in EPIHL). Al termine di quest'ultima stagione l'allenatore decise per un rinnovo generazionale della squadra, e Ciccarello decise per il ritiro anche per un infortunio al ginocchio.
Nel 2016 ha fatto ritorno agli Slough Jets, in veste di allenatore.